# Paul-Emile Deiber
Paul-Emile Deiber (La Broque, 1º gennaio 1925 – Klosterneuburg, 14 dicembre 2011) è stato un attore e doppiatore francese.

## Biografia
Allievo di Jean Debucourt al Centre d'art dramatique, fu attivo al cinema, in teatro e nel doppiaggio. Sostituì il suo maestro come voce del crocifisso nelle versioni francesi degli ultimi due film di Don Camillo.

## Filmografia
- 1957 - Fernand clochard de Pierre Chevalier
- 1957 - La Tour, prends garde ! de Georges Lampin
- 1966 - Nous maigrirons ensemble de Michel Vocoret
- 1979 - Nous maigrirons ensemble de Michel Vocoret